# Perriers-sur-Andelle
Pour les articles homonymes, voir Perriers et Andelle (homonymie).
Perriers-sur-Andelle est une commune française située dans le département de l'Eure, en région Normandie.

## Géographie

### Communes limitrophes
| Letteguives | Perruel              | Les Hogues                    |
| Renneville  | Perriers-sur-Andelle | Lyons-la-Forêt (par un angle) |
| Vandrimare  | Vandrimare           | Charleval                     |

### Hydrographie
La commune est située dans le bassin Seine-Normandie. Elle est drainée par l'Andelle, deux bras de l'Andelle et divers autres petits cours d'eau,.
L'Andelle, d'une longueur de 57 km, prend sa source dans la commune de Serqueux et se jette  dans la Seine à Pîtres, après avoir traversé 24 communes.Les caractéristiques hydrologiques de l'Andelle sont données par la station hydrologique située sur la commune de Vascœuil. Le débit moyen mensuel est de 3,94 m3/s. Le débit moyen journalier maximum est de 16,9 m3/s, atteint lors de la crue du 3 janvier 2003. Le débit instantané maximal est quant à lui de 18,8 m3/s, atteint le 2 janvier 2003.

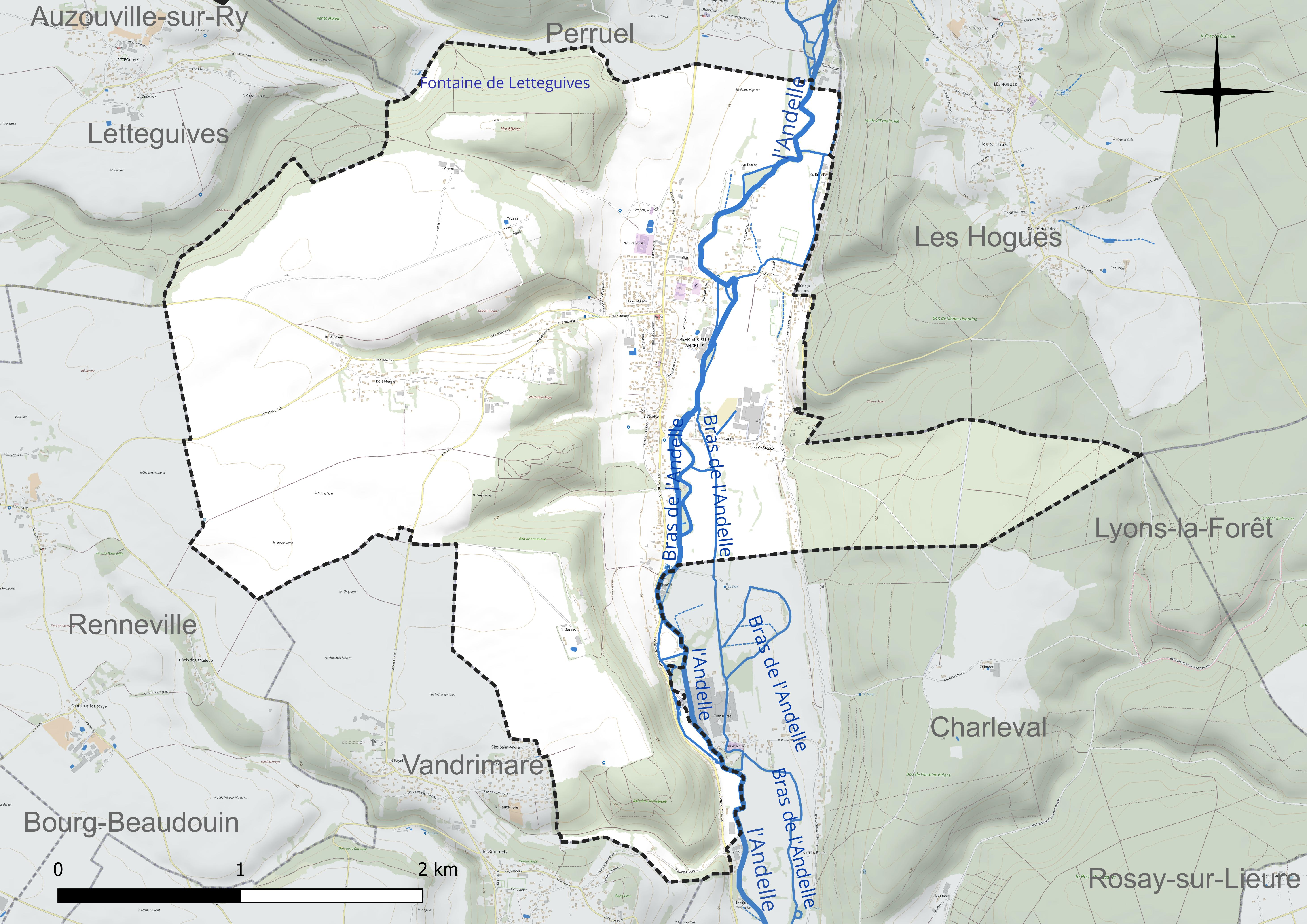
Réseau hydrographique de Perriers-sur-Andelle.

### Climat
Pour des articles plus généraux, voir Climat de la Normandie et Climat de l'Eure.
En 2010, le climat de la commune est de type climat océanique dégradé des plaines du Centre et du Nord, selon une étude du CNRS s'appuyant sur une série de données couvrant la période 1971-2000. En 2020, Météo-France publie une typologie des climats de la France métropolitaine dans laquelle la commune est exposée à un climat océanique et est dans la région climatique  Côtes de la Manche orientale, caractérisée par un faible ensoleillement (1 550 h/an) ; forte humidité de l’air (plus de 20 h/jour avec humidité relative > 80 % en hiver), vents forts fréquents. Parallèlement le GIEC normand, un groupe régional d’experts sur le climat, différencie quant à lui, dans une étude de 2020, trois grands types de climats pour la région Normandie, nuancés à une échelle plus fine par les facteurs géographiques locaux. La commune est, selon ce zonage, exposée à un « climat maritime », correspondant au Pays de Caux, frais, humide et pluvieux, légèrement plus frais que dans le Cotentin.
Pour la période 1971-2000, la température annuelle moyenne est de 10,7 °C, avec  une amplitude thermique annuelle de 14,1 °C. Le cumul annuel moyen de précipitations est de 761 mm, avec 12,5 jours de précipitations en janvier et 7,9 jours en juillet. Pour la période 1991-2020, la température moyenne annuelle observée sur la station météorologique la plus proche, située sur la commune de Boos à 12 km à vol d'oiseau, est de 10,9 °C et le cumul annuel moyen de précipitations est de 847,5 mm,. Pour l'avenir, les paramètres climatiques de la commune estimés pour 2050 selon différents scénarios d’émission de gaz à effet de serre sont consultables sur un site dédié publié par Météo-France en novembre 2022.

## Urbanisme

### Typologie
Au 1er janvier 2024, Perriers-sur-Andelle est catégorisée bourg rural, selon la nouvelle grille communale de densité à 7 niveaux définie par l'Insee en 2022.
Elle est située hors unité urbaine. Par ailleurs la commune fait partie de l'aire d'attraction de Rouen, dont elle est une commune de la couronne,. Cette aire, qui regroupe 317 communes, est catégorisée dans les aires de 200 000 à moins de 700 000 habitants,.

### Occupation des sols
L'occupation des sols de la commune, telle qu'elle ressort de la base de données européenne d’occupation biophysique des sols Corine Land Cover (CLC), est marquée par l'importance des territoires agricoles (59,7 % en 2018), en diminution par rapport à 1990 (63,5 %). La répartition détaillée en 2018 est la suivante : 
terres arables (42,8 %), forêts (29,6 %), prairies (16,9 %), zones urbanisées (10 %), zones industrielles ou commerciales et réseaux de communication (0,7 %). L'évolution de l’occupation des sols de la commune et de ses infrastructures peut être observée sur les différentes représentations cartographiques du territoire : la carte de Cassini (XVIIIe siècle), la carte d'état-major (1820-1866) et les cartes ou photos aériennes de l'IGN pour la période actuelle (1950 à aujourd'hui).

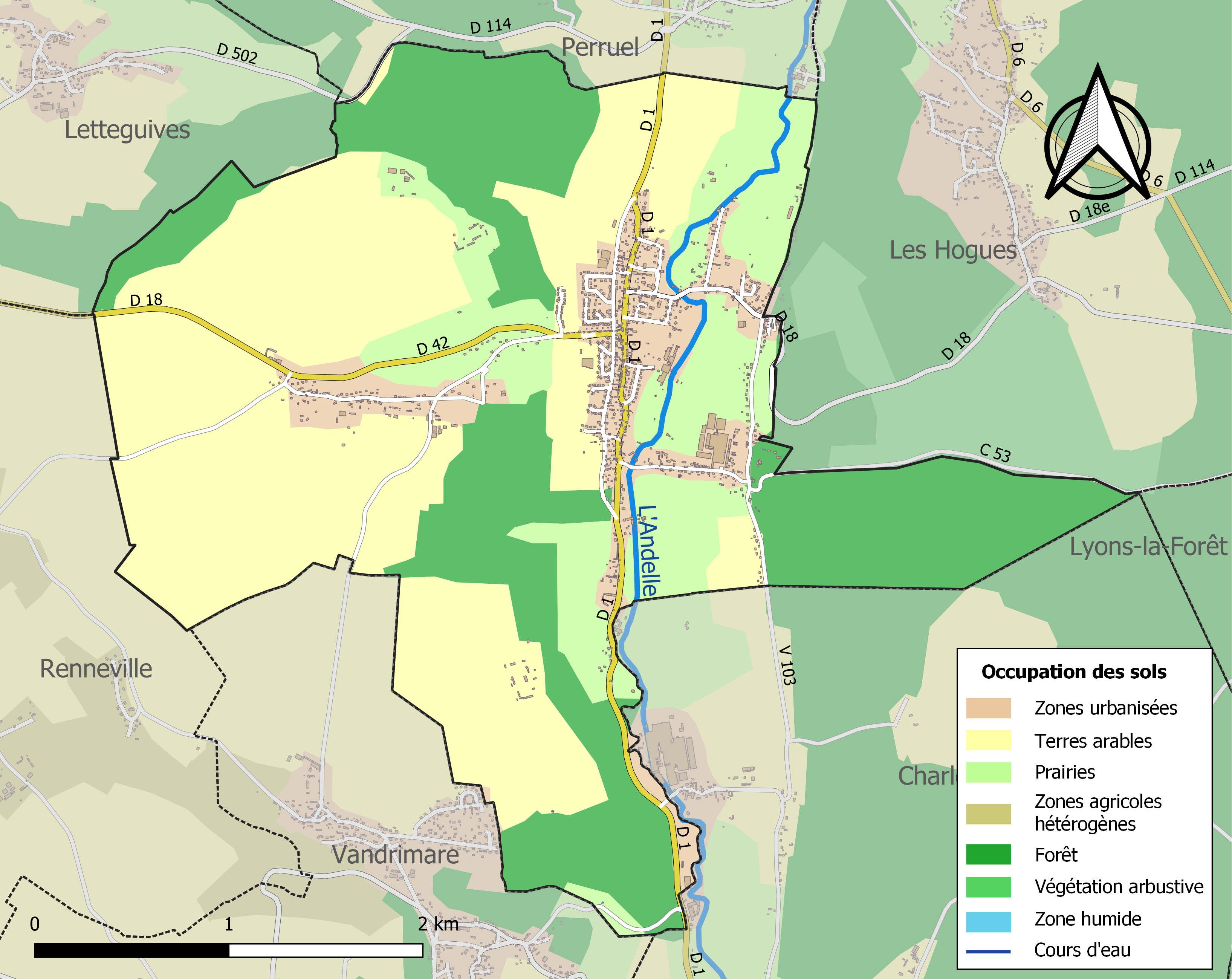
Carte des infrastructures et de l'occupation des sols de la commune en 2018 (CLC).

### Habitat et logement
En 2019, le nombre total de logements dans la commune était de 794, alors qu'il était de 776 en 2014 et de 756 en 2009.
Parmi ces logements, 91,3 % étaient des résidences principales, 2 % des résidences secondaires et 6,7 % des logements vacants. Ces logements étaient pour 95,6 % d'entre eux des maisons individuelles et pour 4,4 % des appartements.
Le tableau ci-dessous présente la typologie des logements à Perriers-sur-Andelle en 2019 en comparaison avec celle de l'Eure et de la France entière. Une caractéristique marquante du parc de logements est ainsi une proportion de résidences secondaires et logements occasionnels (2 %) inférieure à celle du département (6,3 %) et  à celle de la France entière (9,7 %). Concernant le statut d'occupation de ces logements, 68,5 % des habitants de la commune sont propriétaires de leur logement (69,1 % en 2014), contre 65,3 % pour l'Eure et 57,5 pour la France entière.
| Typologie                                               | Perriers-sur-Andelle | Eure | France entière |
| ------------------------------------------------------- | -------------------- | ---- | -------------- |
| Résidences principales (en %)                           | 91,3                 | 85,3 | 82,1           |
| Résidences secondaires et logements occasionnels (en %) | 2                    | 6,3  | 9,7            |
| Logements vacants (en %)                                | 6,7                  | 8,4  | 8,2            |

## Toponymie
Le nom de la localité est attesté sous la forme Perarios vers 1025,, Piri en 1171 (D. Pommeraye, p. 428), Periers en 1206 (cartulaire de Saint-Ouen), Piri super Andelam en 1269 (reg. visit.), Periez en 1708 (Th. Corneille).
Du pluriel de l'oïl perier, père « poirier ».
L’Andelle est une rivière française, affluent de la rive droite du fleuve la Seine, dans les deux départements de l'Eure et de la Seine-Maritime, dans la région de Normandie.

## Histoire

### Moyen Âge
En 1050, Guillaume, comte d'Arques et son frère l'archevêque Mauger donnent Perriers à Saint-Ouen de Rouen, qui conserva ses droits jusqu'à la Révolution. Jusqu'au XVe siècle, la seigneurie vassale de l'abbaye portait le nom de Perriers. À la fin du XIIe siècle, Hugues de Perriers obtient l'autorisation de Richard, abbé de Saint-Ouen, d'élever une chapelle. En 1206, il vend ses manoirs de Perriers à Richard Comin.
Perriers était une baronnie et avait droit de haute justice. Elle était la chambre abbatiale[C'est-à-dire ?] de l'abbaye Saint-Ouen.

### Époque contemporaine
Le village est desservi de 1907 à la Seconde Guerre mondiale par la gare de Perriers - Les Hogues sur la ligne de Charleval à Serqueux, facilitant les déplacements des habitants et le transport des marchandises.

## Politique et administration

### Rattachements administratifs et électoraux

#### Rattachements administratifs
La commune se trouve dans l'arrondissement des Andelys du département de l'Eure.  
Elle faisait partie depuis 1834 du canton de Fleury-sur-Andelle. Dans le cadre du redécoupage cantonal de 2014 en France, cette circonscription administrative territoriale a disparu, et le canton n'est plus qu'une circonscription électorale.

#### Rattachements électoraux
Pour les élections départementales, la commune fait partie depuis 2014 du canton de Romilly-sur-Andelle
Pour l'élection des députés, elle fait partie de la cinquième circonscription de l'Eure.

### Intercommunalité
Perriers-sur-Andelle était membre de la communauté de communes de l'Andelle, un établissement public de coopération intercommunale (EPCI) à fiscalité propre créé en 1992 et auquel la commune avait transféré un certain nombre de ses compétences, dans les conditions déterminées par le code général des collectivités territoriales.
Dans le cadre des dispositions de la loi portant nouvelle organisation territoriale de la République du 7 août 2015, qui prévoit que les établissements publics de coopération intercommunale (EPCI) à fiscalité propre doivent avoir un minimum de 15 000 habitants, cette intercommunalité a fusionné avec sa voisine pour former, le 1er janvier 2017, la communauté  de communes Lyons Andelle dont est désormais membre la commune.

### Liste des maires
| Période                                  | Période                       | Identité           | Étiquette | Qualité |
| ---------------------------------------- | ----------------------------- | ------------------ | --------- | --- |
| Les données manquantes sont à compléter. |                               |                    |           | |
| XIXe siècle                              |                               | Charles Beauquesne |           | |
| Les données manquantes sont à compléter. |                               |                    |           | |
| avant 1995                               |                               | Jacques Billaud    |           | |
| Les données manquantes sont à compléter. |                               |                    |           | |
| mars 2001                                | janvier 2023                  | Philippe Gerics    | PS        | Retraité de chez Manoir Industrie Président de la communauté de communes de l'Andelle (2001 → 2016) Président de la communauté de communes Lyons Andelle (2017 → ) Mort en fonction                  |
| janvier 2023,                            | En cours (au 28 janvier 2023) | Laurent Smagghe    |           | Responsable technique qui travaillait chez Milton Roy retraité Président du SI du Bassin de l’Andelle (Siba) (2013 → 2017) Vice-président du Syndicat mixte du bassin versant de l’Andelle (2018 → ) |

## Démographie
L'évolution du nombre d'habitants est connue à travers les recensements de la population effectués dans la commune depuis 1793. Pour les communes de moins de 10 000 habitants, une enquête de recensement portant sur toute la population est réalisée tous les cinq ans, les populations de référence des années intermédiaires étant quant à elles estimées par interpolation ou extrapolation. Pour la commune, le premier recensement exhaustif entrant dans le cadre du nouveau dispositif a été réalisé en 2008.

En 2022, la commune comptait 1 791 habitants, en évolution de −1,59 % par rapport à 2016 (Eure : −0,25 %, France hors Mayotte : +2,11 %).
| 1793 | 1800 | 1806 | 1821 | 1831 | 1836 | 1841 | 1846 | 1851 |
| ---- | ---- | ---- | ---- | ---- | ---- | ---- | ---- | ---- |
| 690  | 523  | 398  | 561  | 561  | 599  | 736  | 843  | 972  |

| 1856  | 1861  | 1866 | 1872  | 1876  | 1881  | 1886  | 1891  | 1896  |
| ----- | ----- | ---- | ----- | ----- | ----- | ----- | ----- | ----- |
| 1 018 | 1 044 | 990  | 1 021 | 1 087 | 1 100 | 1 088 | 1 056 | 1 035 |

| 1901  | 1906  | 1911  | 1921  | 1926  | 1931  | 1936  | 1946  | 1954  |
| ----- | ----- | ----- | ----- | ----- | ----- | ----- | ----- | ----- |
| 1 091 | 1 169 | 1 147 | 1 081 | 1 214 | 1 226 | 1 071 | 1 143 | 1 231 |

| 1962  | 1968  | 1975  | 1982  | 1990  | 1999  | 2006  | 2008  | 2013  |
| ----- | ----- | ----- | ----- | ----- | ----- | ----- | ----- | ----- |
| 1 211 | 1 286 | 1 344 | 1 685 | 1 723 | 1 781 | 1 778 | 1 782 | 1 848 |

| 2018  | 2022  | - | - | - | - | - | - | - |
| ----- | ----- | - | - | - | - | - | - | - |
| 1 798 | 1 791 | - | - | - | - | - | - | - |

Les habitants de Perriers-sur-Andelle sont des « Pirisiens ».

## Culture locale et patrimoine

### Lieux et monuments
- Église romane Saint-Étienne[31] (XIe, XIIIe et XIVe siècles).  Inscrit MH (2000).
- Calvaire[32] (devant l'église) dont le socle en pierre de 1679 est  Inscrit MH (1961)
- Manoir de Colmont[33], construit en 1497 par Antoine Bohier, abbé de Saint-Ouen de Rouen, et son colombier.  Inscrit MH (2000).
- Manoir de Trianel[34] (XVIIe siècle),  Inscrit MH (1964).
- Gare de Perriers - Les Hogues[35]

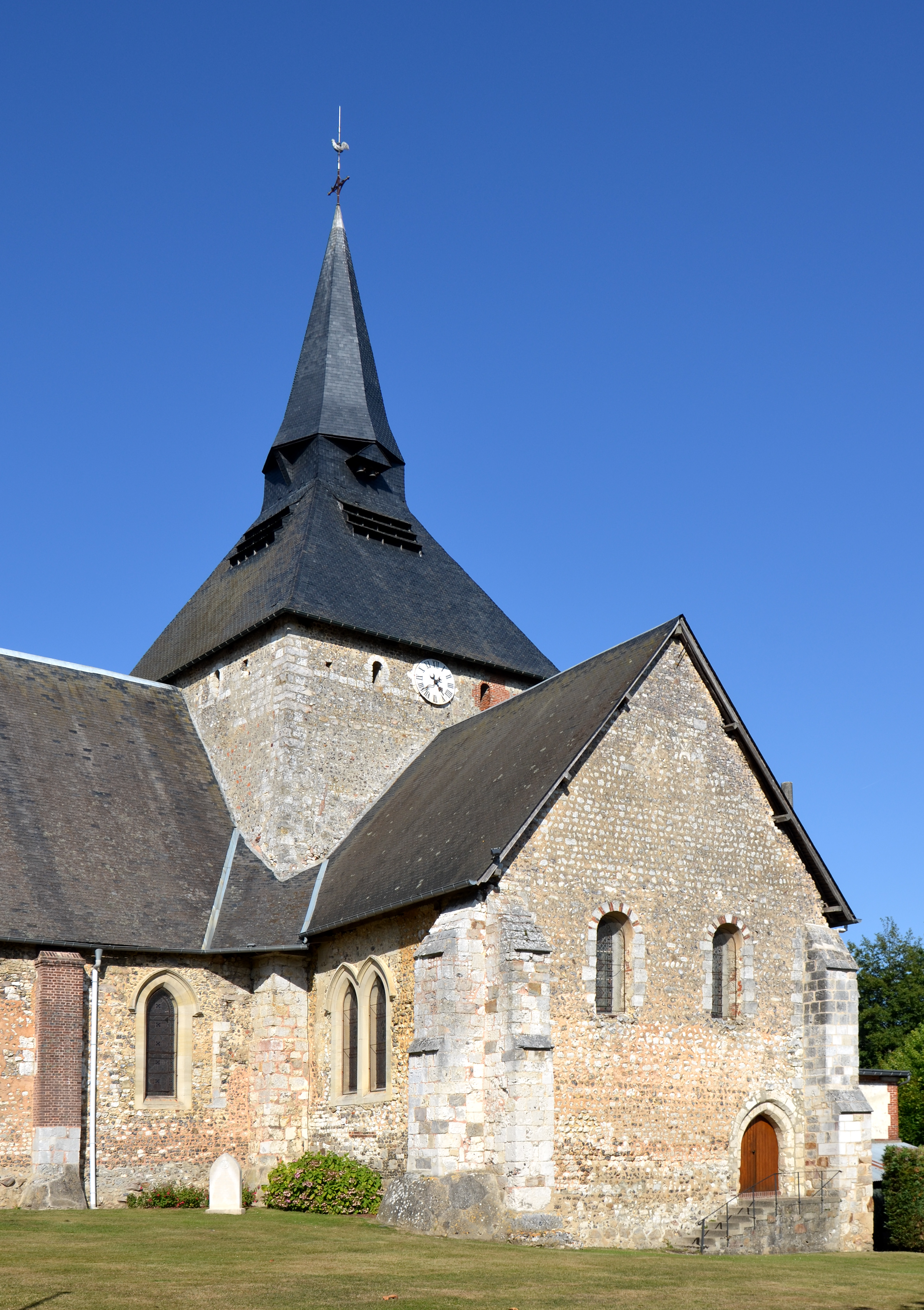
Église Saint-Étienne.
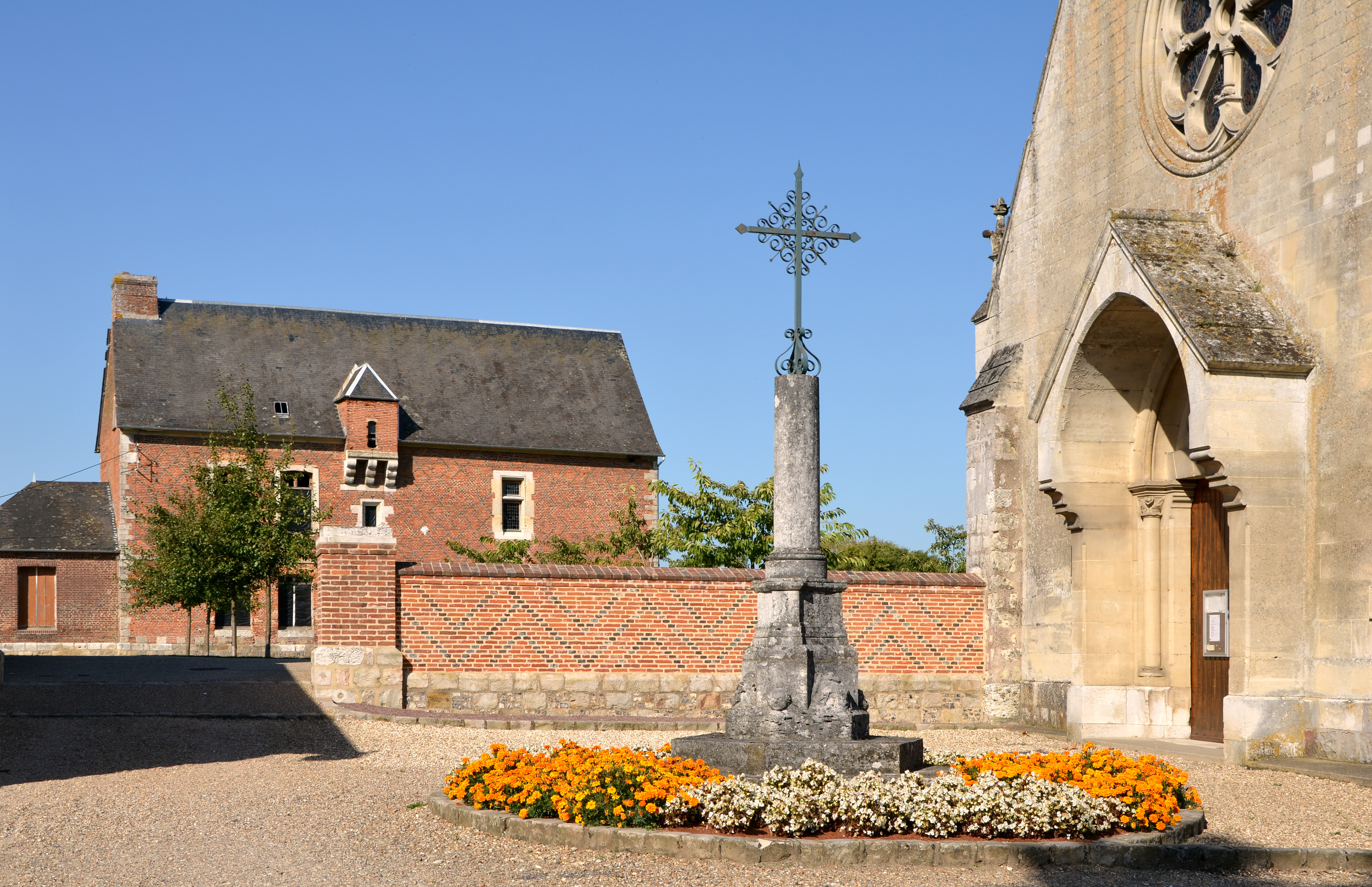
Manoir de Colmont.
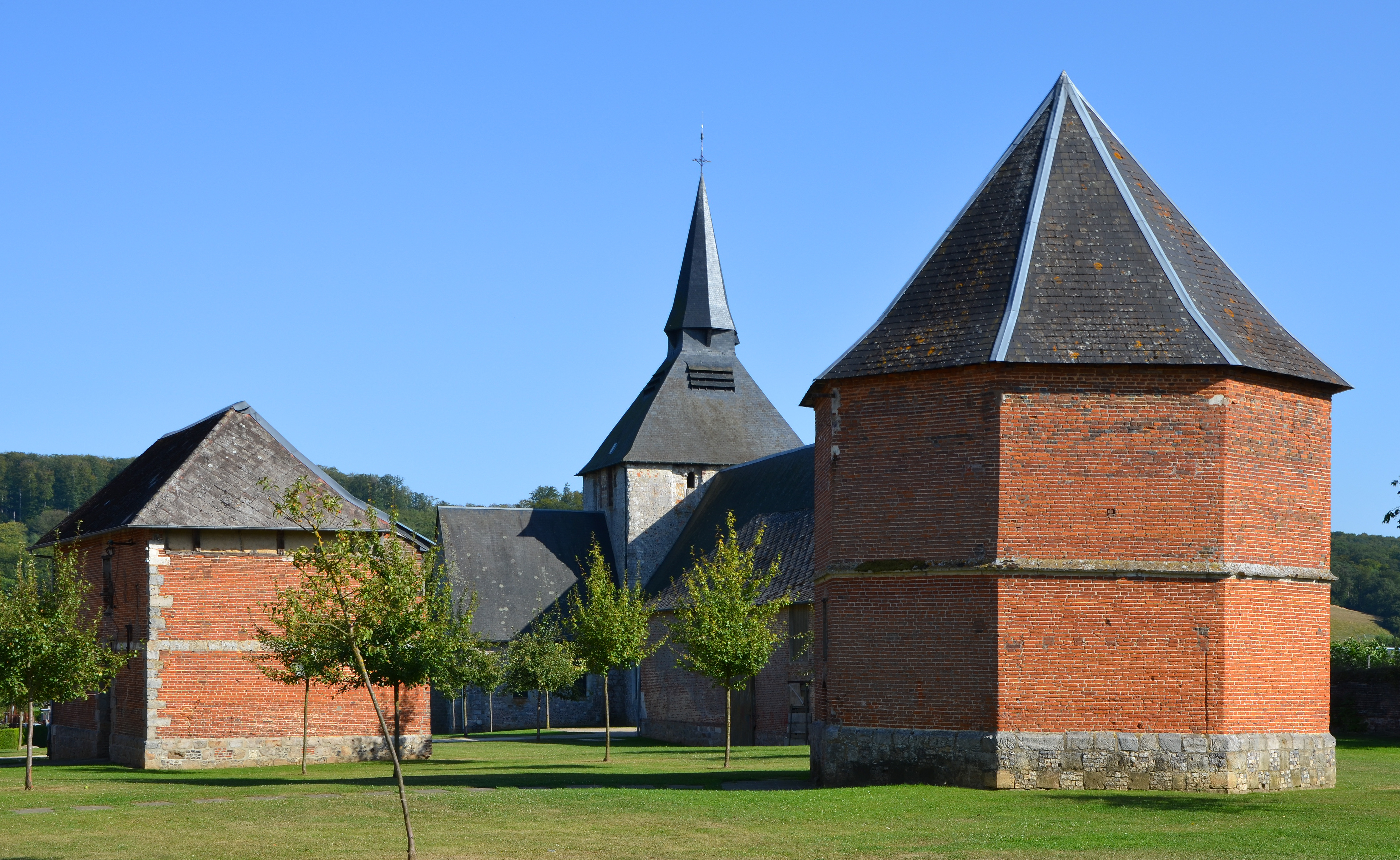
Colombier du manoir de Colmont.

### Personnalités liées à la commune
- Paul Morand (1888-1976),  écrivain, diplomate et académicien français, ambassadeur du Régime de Vichy durant la Seconde Guerre mondiale, propriétaire du manoir de Trianel de 1924 à 1933.